# Euptychia saltuensis
Euptychia saltuensis är en fjärilsart som beskrevs av Hayward 1962. Euptychia saltuensis ingår i släktet Euptychia och familjen praktfjärilar. Inga underarter finns listade i Catalogue of Life.